# Antonio Frazzi
Antonio Frazzi (Firenze, 22 gennaio 1944) è un regista e sceneggiatore italiano.

## Biografia
La carriera di Antonio Frazzi si è sviluppata contestualmente a quella del fratello gemello Andrea, morto nel 2006. I due fratelli hanno collaborato sia a teatro (alcuni titoli: I bambini al potere di Roger Vitrac, Don Giovanni di Brecht-Hauptman da Molière, a Firenze; Il mago della pioggia di Nash a Fiume) che al cinema e in televisione. Tra i lavori televisivi vi sono Dopo la tempesta (1996), Storia di Chiara (1995), Il commissario De Luca (2008) e Giovanni Falcone - L'uomo che sfidò Cosa Nostra (2006).
Gli unici due film per il cinema che hanno diretto sono Il cielo cade (2000) e Certi bambini (2004).
Antonio Frazzi è giurato del David di Donatello e dell'European Film Academy.

## Filmografia

### Cinema
- Il cielo cade, co-diretto con Andrea Frazzi (2000)
- Certi bambini, co-diretto con Andrea Frazzi (2004)

### Televisione
- Diario di un uomo di cinquant'anni, co-diretto con Andrea Frazzi – film TV (1980)
- Il fascino dell'insolito, episodi Impostore e La cosa sulla soglia, co-diretti con Andrea Frazzi – serie TV (1981-1982)
- La biondina, co-diretto con Andrea Frazzi – miniserie TV (1982)
- Nel gorgo del peccato, co-diretto con Andrea Frazzi – miniserie TV (1987)
- La storia spezzata, co-diretto con Andrea Frazzi – miniserie TV (1990)
- Due madri per Rocco, co-diretto con Andrea Frazzi – miniserie TV (1994)
- Storia di Chiara, co-diretto con Andrea Frazzi – film TV (1995)
- Dopo la tempesta, co-diretto con Andrea Frazzi – film TV (1996)
- L'avvocato delle donne, co-diretto con Andrea Frazzi – miniserie TV (1997)
- Don Milani - Il priore di Barbiana, co-diretto con Andrea Frazzi – miniserie TV (1997)
- Il nostro piccolo angelo, co-diretto con Andrea Frazzi – film TV (1997)
- Come l'America, co-diretto con Andrea Frazzi – miniserie TV (2001)
- Marcinelle, co-diretto con Andrea Frazzi – miniserie TV (2003)
- Angela – film TV (2005)
- Giovanni Falcone - L'uomo che sfidò Cosa Nostra – miniserie TV (2006)
- Il commissario De Luca – miniserie TV (2008)
- Violetta – miniserie TV (2011)
- Per amore del mio popolo – miniserie TV (2014)

## Riconoscimenti
- bATiK Film Festival
  - 2005 – Premio Jean Vigo per Certi bambini
- David di Donatello
  - 2000 – Candidatura come miglior regista esordiente per Il cielo cade
  - 2005 – Candidatura come miglior regista per Certi bambini
  - 2005 – Candidatura per il miglior film per Certi bambini
- European Film Awards
  - 2004 – Miglior rivelazione - Prix Fassbinder per Certi bambini
- Festival di Berlino
  - 2001 – Menzione speciale per Il cielo cade
- Festival internazionale del cinema di Karlovy Vary
  - 2004 – Premio per il miglior film per Certi bambini
- Giffoni Film Festival
  - 2000 – Premio per il miglior film a Il cielo cade
  - 2004 – Premio al miglior film, Premio della Giuria e Grifone d'argento
- Globo d'oro
  - 2000 – Globo d'oro alla miglior opera prima per Il cielo cade
- Nastro d'argento
  - 2001 – Candidatura come miglior regista esordiente per Il cielo cade
  - 2005 – Candidatura per la miglior sceneggiatura per Certi bambini
- Vivilcinema
  - 2004 – Film d'essai dell'anno: premio FICE regia per Certi bambini